# Prix Platino 2023
La 10e cérémonie des Prix Platino, organisée par la Entidad de Gestión de Derechos de los Productores Audiovisuales, se déroule le 22 avril 2023 et récompense les films et séries ibéro-américains sortis en 2022.
Le film Argentina, 1985 de Santiago Mitre remporte cinq prix (dont meilleur film de fiction, meilleur scénario et meilleur acteur) alors que la série Noticia de un secuestro en remporte quatre (meilleure série, meilleur créateur de série, meilleure actrice et meilleure actrice dans un second rôle).

## Nommés

### Cinéma

#### Meilleur film de fiction
- Argentina, 1985 de Santiago Mitre
  - Nos soleils (Alcarràs) de Carla Simón
  - As bestas de Rodrigo Sorogoyen
  - Bardo de Alejandro González Iñárritu

#### Meilleure comédie
- Compétition officielle (Competencia oficial) de Mariano Cohn et Gastón Duprat
  - Bardo de Alejandro González Iñárritu
  - Desconectados  de Diego Rougier
  - Granizo de Marcos Carnevale

#### Meilleur réalisateur
- Rodrigo Sorogoyen pour As bestas
  - Carla Simón pour Nos soleils (Alcarràs)
  - Santiago Mitre pour Argentina, 1985
  - Alejandro González Iñárritu pour Bardo

#### Meilleure actrice
- Laia Costa pour Cinco lobitos
  - Aline Küppenheim pour Chili 1976
  - Antonia Zegers pour El castigo
  - Laura Galán pour Piggy (Cerdita)
  - Magnolia Núñez pour Carajita

#### Meilleur acteur
- Ricardo Darín pour Argentina, 1985
  - Daniel Giménez Cacho pour Bardo
  - Luis Tosar pour À contretemps (En los márgenes)
  - Peter Lanzani pour Argentina, 1985

#### Meilleure actrice dans un second rôle
- Susi Sánchez pour Cinco lobitos
  - Alejandra Flechner pour Argentina, 1985
  - Carmen Machi pour Piggy (Cerdita)
  - Penélope Cruz pour À contretemps (En los márgenes)

#### Meilleur acteur dans un second rôle
- Luis Zahera pour As bestas
  - Carlos Portaluppi pour Argentina, 1985
  - Norman Briski pour Argentina, 1985
  - Ramón Barea pour Cinco lobitos

#### Meilleur scénario
- Santiago Mitre et Mariano Llinás pour Argentina, 1985
  - Alejandro González Iñárritu et Nicolás Giacobone pour Bardo
  - Rodrigo Sorogoyen et Isabel Peña pour As bestas
  - Manuela Martelli et Alejandra Moffat pour Chili 1976

#### Meilleure musique
- Cergio Prudencio pour Utama
  - Aránzazu Calleja pour Cinco lobitos
  - Leonardo Heiblum, Alexis Ruíz pour Los reyes del mundo
  - Pedro Osuna pour Argentina, 1985

#### Meilleur film d'animation
- Águila y Jaguar: Los Guerreros Legendarios  de Mike R. Ortiz
  - El Paraíso de Fernando Sirianni et Federico Breser
  - Tad l'explorateur et la table d'émeraude (Tadeo Jones 3: La tabla esmeralda) de Enrique Gato
  - Unicorn Wars de Alberto Vázquez

#### Meilleur film documentaire
- El caso Padilla de Pavel Giroud (Cuba), (Espagne)
  - Bosco de Alicia Cano Menoni (Uruguay)
  - Eami de Paz Encina (Paraguay), (Mexique), (Argentine)
  - El silencio del topo de Anaïs Taracena (Guatemala)
  - Mon pays imaginaire (Mi país imaginario) de Patricio Guzmán (Chili)

#### Meilleure photographie
- Bárbara Álvarez pour Utama
  - Daniela Cajías pour Nos soleils (Alcarràs)
  - David Gallego pour Los reyes del mundo
  - Javier Juliá pour Argentina, 1985

#### Meilleure direction artistique
- Micaela Saiegh pour Argentina, 1985
  - Eugenio Caballero pour Bardo
  - Francisca Correa pour Chili 1976
  - Pepe Domínguez del Olmo pour Modelo 77

#### Meilleur montage
- Alberto del Campo pour As bestas
  - Andrés Pepe Estrada pour Argentina, 1985
  - José M. G. Moyano pour Modelo 77
  - Sebastián Hernández et Gustavo Vasco pour Los reyes del mundo

#### Meilleur son
- Aitor Berenguer, Fabiola Ordoyo, Yasmina Praderas pour As bestas
  - Carlos García pour Los reyes del mundo
  - Federico Moreira pour Utama
  - Santiago Fumagalli pour Argentina, 1985

#### Meilleur premier film de fiction
- Chili 1976 (1976) de Manuela Martelli
  - Cinco lobitos de Alauda Ruiz de Azúa
  - La hija de todas las rabias de Laura Baumeister
  - La jauría de Andrés Ramírez Pulido
  - Utama de Alejandro Loayza Grisi

#### Cinéma et Éducation aux Valeurs
- Argentina, 1985 de Santiago Mitre
  - Cinco lobitos de Alauda Ruiz de Azúa
  - El suplente de Diego Lerman
  - Utama de Alejandro Loayza Grisi

### Télévision

#### Meilleure mini-série ou télé-série
- Noticia de un secuestro (Colombie, Chili, Prime Video)
  - El encargado de Mariano Cohn et Gastón Duprat (Argentine, Star+)
  - Iosi, el espía arrepentido de Daniel Burman (Argentine, Prime Video)
  - Santa Evita de Tomás Eloy Martínez (Argentine, Star+)

#### Meilleur créateur de mini-série ou télé-série
- Andrés Wood et Rodrigo García pour Noticia de un secuestro
  - Daniel Burman pour Iosi, el espía arrepentido
  - Leonardo Padrón pour En un battement (Pálpito)
  - Mariano Cohn et Gastón Duprat pour El encargado

#### Meilleure actrice dans une mini-série ou une télé-série
- Cristina Umaña pour Noticia de un secuestro
  - Claudia Di Girólamo pour 42 días en la oscuridad
  - Natalia Oreiro pour Santa Evita
  - Paulina Gaitán pour Belascoarán

#### Meilleur acteur dans une mini-série ou une télé-série
- Guillermo Francella pour El encargado
  - Daniel Giménez Cacho pour Un extraño enemigo
  - Juan Diego Botto pour No me gusta conducir
  - Juan Pablo Raba (en) pour Noticia de un secuestro

#### Meilleure actrice dans un second rôle dans une mini-série ou une télé-série
- Majida Issa pour Noticia de un secuestro
  - Amparo Noguera pour 42 días en la oscuridad
  - Leonor Watling pour No me gusta conducir
  - Verónica Echegui pour Intimidad

#### Meilleur acteur dans un second rôle dans une mini-série ou une télé-série
- Alejandro Awada pour Iosi, el espía arrepentido
  - Andrés Parra pour Belascoarán
  - David Lorente pour No me gusta conducir
  - Rodrigo Celis pour Noticia de un secuestro

### Prix Platino d'honneur
- Benicio del Toro